# Moskwa-Klasse
Projekt 1123 (russisch Кондор „Kondor“), von der NATO als Moskwa-Klasse bezeichnet, war die erste Klasse von Flugdeckkreuzern der sowjetischen Marine, von der eine größere Anzahl Luftfahrzeuge (in diesem Fall Hubschrauber) starten konnte. Gelegentlich werden diese Schiffe daher auch als Hubschrauberträger bezeichnet. Die beiden einzigen Schiffe der Klasse wurden in den 1970er Jahren in Dienst gestellt und waren bis Anfang/Mitte der 1990er Jahre im Dienst.

## Geschichte
Mit der Einführung der SSBNs der George-Washington-Klasse bei der United States Navy sah sich die sowjetische Führung gezwungen, die U-Jagdkapazitäten ihrer Flotte zu verbessern. So wurde Mitte der 1960er Jahre der Auftrag für drei Schiffe der bezeichneten Klasse erteilt. Die Träger wurden bei der Nosenko-Werft in Mykolajiw an der Küste des Schwarzen Meeres auf Kiel gelegt. Das erste Schiff, die Moskwa, wurde 1967 fertiggestellt, die Leningrad folgte zwei Jahre später. Das dritte Schiff der Klasse, Kiew, das verbesserte Anti-Schiff-Waffen und ein größeres Flugdeck erhalten sollte, wurde 1969 noch während des Baus stillgelegt und abgebrochen, unter anderem, weil erste Erfahrungen mit den beiden fertiggestellten Schiffen massive Probleme offenbarten – so waren die Schiffe wegen ihrer hohen Aufbauten sehr windanfällig, zudem noch stark topplastig.
Die beiden Flugdeckkreuzer waren der Schwarzmeerflotte zugeteilt und operierten von ihren Stützpunkten an der Krim aus im Schwarzen- sowie im Mittelmeer und zum Teil auch im Atlantik. Als Begleitschiffe für die sowjetischen Atom-U-Boote sollten sie diese vor amerikanischen Jagd-U-Booten beschützen, aber auch selbst im Kriegsfall Jagd auf U-Boote mit ballistischen Raketen der US Navy und ihrer Verbündeten machen. Auch als Ausbildungsschiff für Offiziere der späteren Flugzeugträger der Kiew-Klasse wurden die Schiffe genutzt.

## Technik

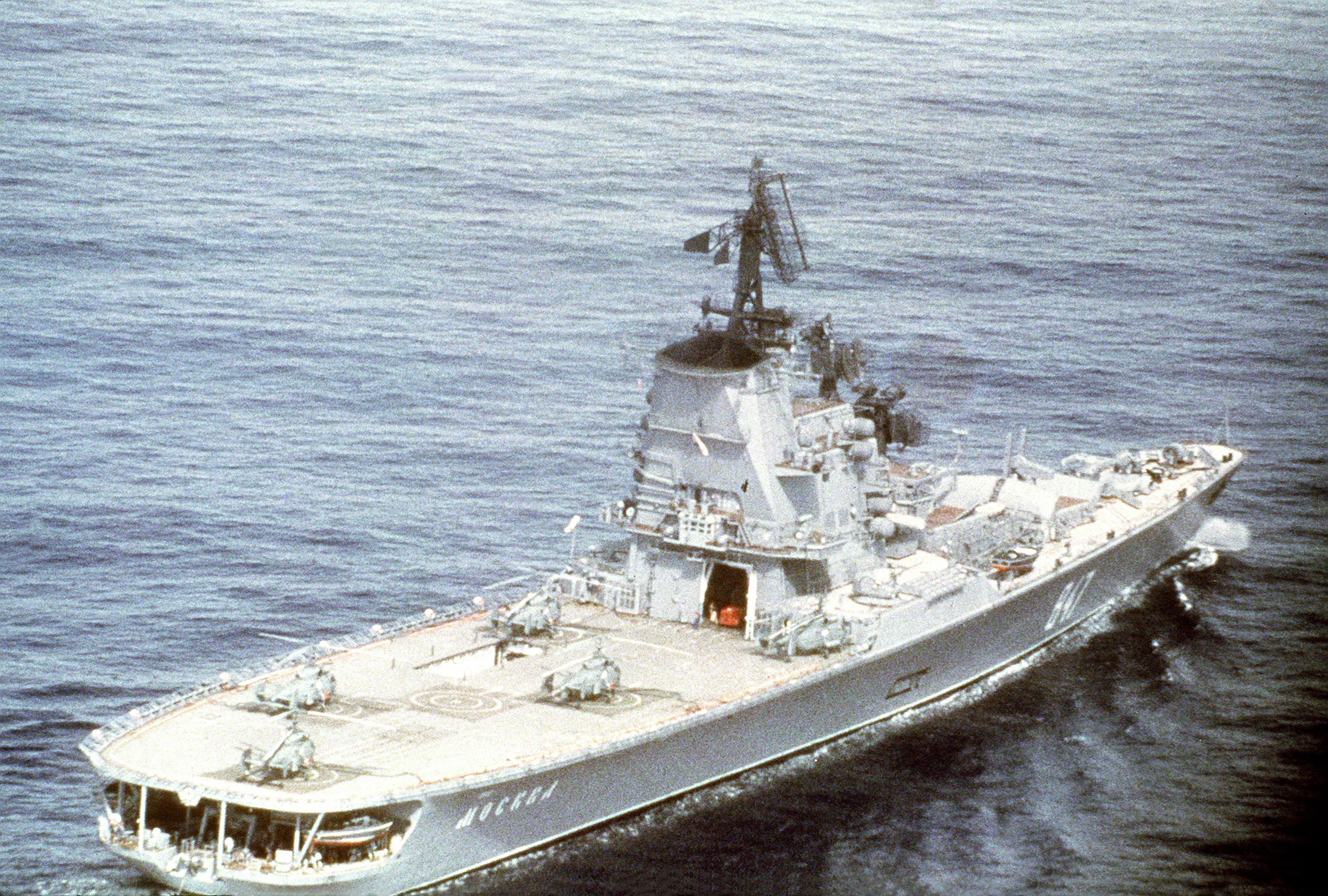
Heckansicht der Moskwa 1982, zu erkennen sind der Hangar sowie der schmale Aufzug

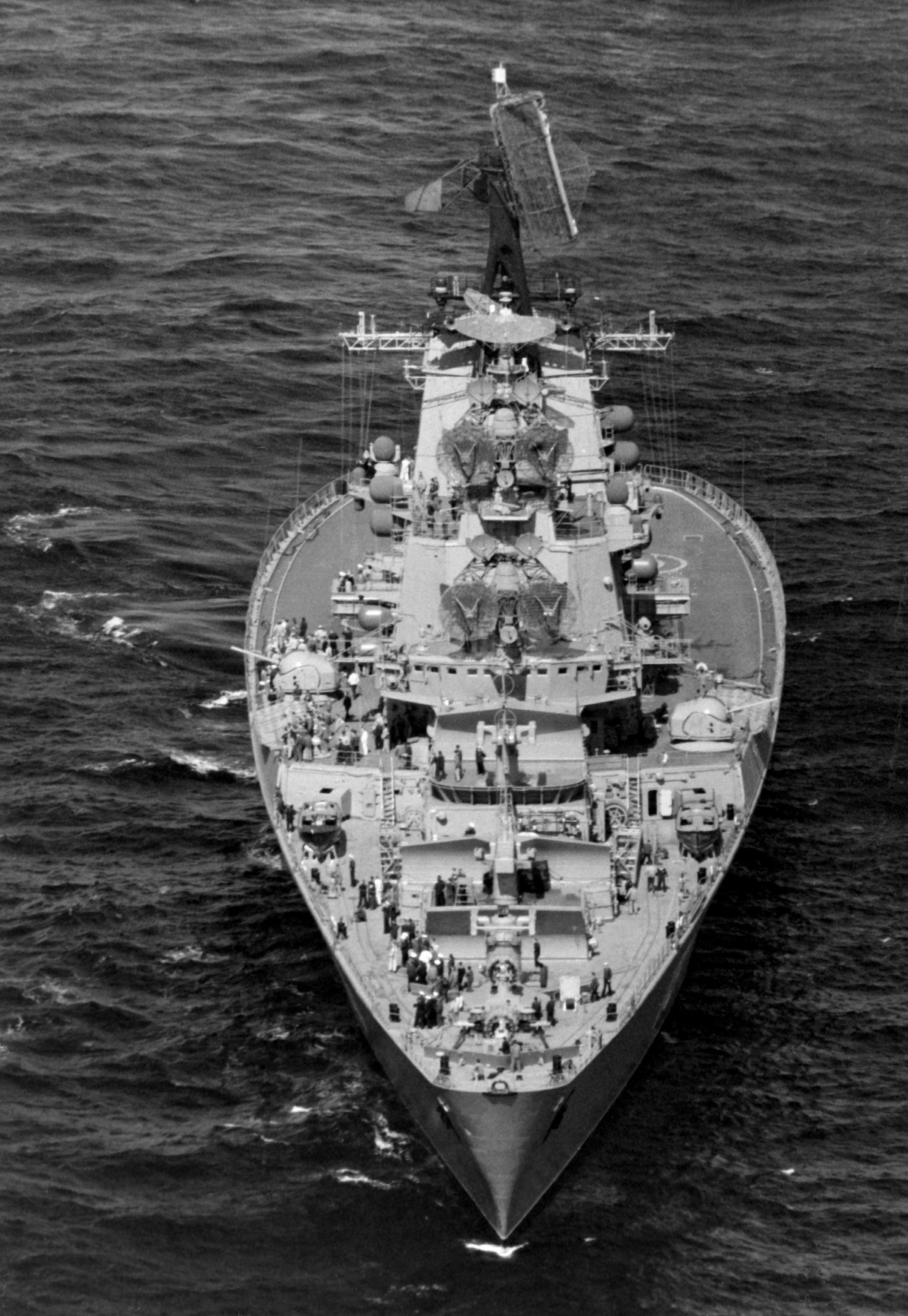
Bugansicht der Leningrad, sichtbar sind die Lenkwaffenstarter, die Feuerleit- sowie Luftüberwachungsradare

### Rumpf
Der Rumpf der Moskwa-Träger war an der Wasserlinie 179 m lang und 23 m breit, die Länge über Alles betrug 189 m. Das Flugdeck maß an seiner breitesten Stelle 34,1 m. Bei einem Tiefgang von knapp 8 m verdrängten die Schiffe 15.500 t. Der Antrieb erfolgte über zwei Getriebeturbinen, die den benötigten Dampf aus vier ölgefeuerten Kesseln erhielten. Die Leistung betrug etwa 100.000 Wellen-PS.
Vor dem Flugdeck, das etwa die hintere Hälfte der Schiffslänge einnahm, befand sich ein hoher, pyramidenförmiger Aufbau, der Radar- und Waffenanlagen trug. Ein schmaler Aufzug, der nur kleinen Luftfahrzeugen Platz bot, verband das Flugdeck mit dem darunterliegenden Hangar, der bis zu 18 Hubschraubern Platz bot. Ein weiterer Hangar befand sich im Decksaufbau, er bot Platz für ein bis zwei Hubschrauber. Über dem Hangartor befand sich der Hubschrauberführungsstand, von dem aus die Flugoperationen an Deck überwacht und geleitet wurden.

### Bewaffnung
Die Schiffe der Moskwa-Klasse verfügten über starke U-Jagd- und Luftabwehrwaffen. Am Bug befanden sich zwei zwölfrohrige RBU-6000-Wasserbombenwerfer mit jeweils 120 Raketen. Weiter war ein MS-18-Doppelstarter für das U-Jagd-Raketensystem RPK-1 Wichr (NATO-Codename: „SUW-N-1“) mit einem Magazin für acht nukleare 82R-Raketen verbaut. Dahinter befanden sich erhöht zwei B-189-Doppelstarter für das M-11 Schtorm-Flugabwehrraketen-System (NATO-Codename: „SA-N-3 Goblet“) mit zwei Magazinen für jeweils 24 W611-Flugabwehrraketen. Seitlich des Aufbaus befanden sich zwei AK-725-Zwillingsgeschütze (Kaliber 57 mm) mit jeweils einem Magazin für 2.200 Schuss. Daneben waren zwei PK-2-Werfer (ZIF-121) für jeweils zwei Täuschkörper installiert. Bis Mitte der achtziger Jahre verfügten die Schiffe knapp über der Wasserlinie auf jeder Seite über fünf PTA-53-1123-Torpedorohre mit Kaliber 533 mm für SET-53-Torpedos.
Die Hauptbewaffnung der Schiffe bestand jedoch aus bis zu 18 Ka-25-U-Jagdhubschraubern (NATO-Codename: „Hormone“), die über ein Kinnradar sowie ein Tauchsonar verfügten und auch Wasserbomben und Torpedos tragen konnten.

### Elektronik
Markantestes Merkmal des Schiffsaufbaus war die große Antenne des Top Sail-3D-Luftüberwachungsradar auf dem Mast vor dem Schornstein. Darunter befand sich ein kleineres Head Net-C-2D-Luftüberwachungsradar. Daneben waren zwei Navigationsradars vom Typ Don-2 verbaut. Die Feuerleitung der Flugabwehrraketen erfolgte mit zwei Head Light-A-Radargeräten, die sich über der Brücke befanden. Für die 57 mm-Zwillingsgeschütze wurden zwei Muff Cob-Feuerleitradars verwendet. Für elektronische Gegenmaßnahmen verfügten die Schiffe über acht am Schornstein montierte Side Globe, vier Bell-Top/Croin, zwei Bell Clout sowie zwei Bell Slam-ECM-Antennen. Am Bug befand sich ein großes Niederfrequenzsonar vom Typ Moose Jaw und am Heck konnte ein Mare-Schleppsonar abgelassen werden.

## Schiffe des Projekts 1123
Zwei Schiffe der Klasse wurden auf der Schwarzmeerwerft 198 gebaut; ein drittes mit dem geplanten Namen Kiew kam nicht über die Kiellegung hinaus, bevor die Serie eingestellt wurde.

### Moskwa
Die Moskwa wurde am 15. Dezember 1962 in Mykolajiw auf Kiel gelegt und lief am 14. Januar 1965 vom Stapel. Nach ihrer Indienststellung am 25. Dezember 1967 gehörte sie zur Schwarzmeerflotte. 1974 war sie im Mittelmeer eingesetzt, um die Interessen der Sowjetunion, hier die Stabilisierung Ägyptens, nach dem Jom-Kippur-Krieg sicherzustellen.
Sie führte in den nächsten Jahren mehrere Besuche bei befreundeten Staaten auf dem afrikanischen Kontinent durch, bevor sie 1993 in die Reserve versetzt wurde. 1996 wurde sie außer Dienst gestellt und 1997 zur Verschrottung verkauft.

### Leningrad
Die Leningrad wurde am 15. Januar 1965 in Werft 198 in Mykolajiw auf Kiel gelegt. Am 31. Juli 1966 lief sie vom Stapel und wurde am 22. April 1969 in Dienst gestellt. Sie leistete ihren Dienst in der Schwarzmeerflotte. Von August bis Oktober 1974 kreuzte sie im östlichen Mittelmeer, um für die sowjetischen Schiffe, die Ägypten stabilisieren sollten, als Flaggschiff zu fungieren. 1984 besuchte sie Kuba. 1991 wurde sie aus dem aktiven Dienst genommen und zur Verschrottung verkauft.